# Pampa

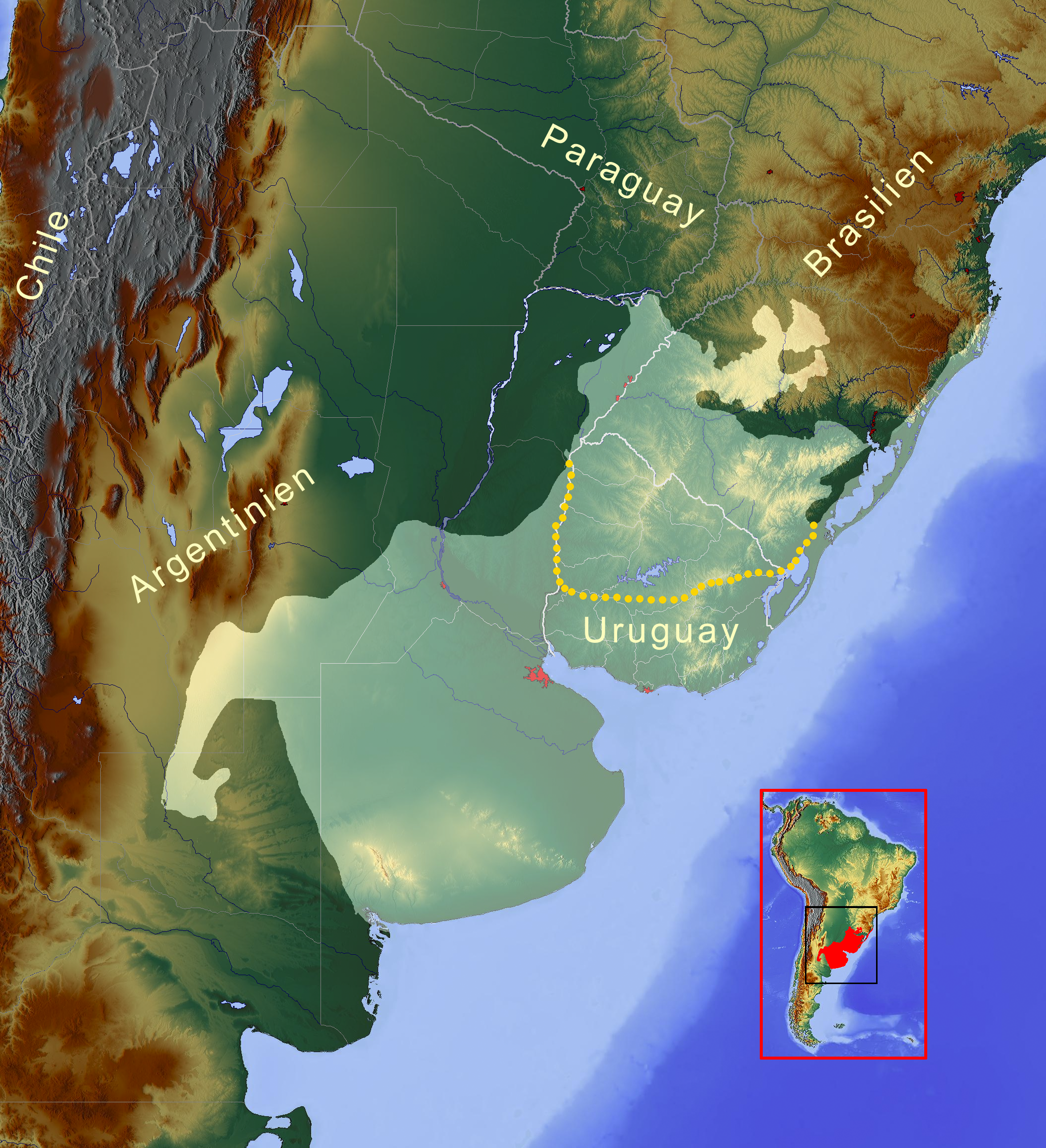
Die Pampa-Region an der Südostküste Südamerikas. Im Süden die eigentliche Pampa, im Norden der Campo

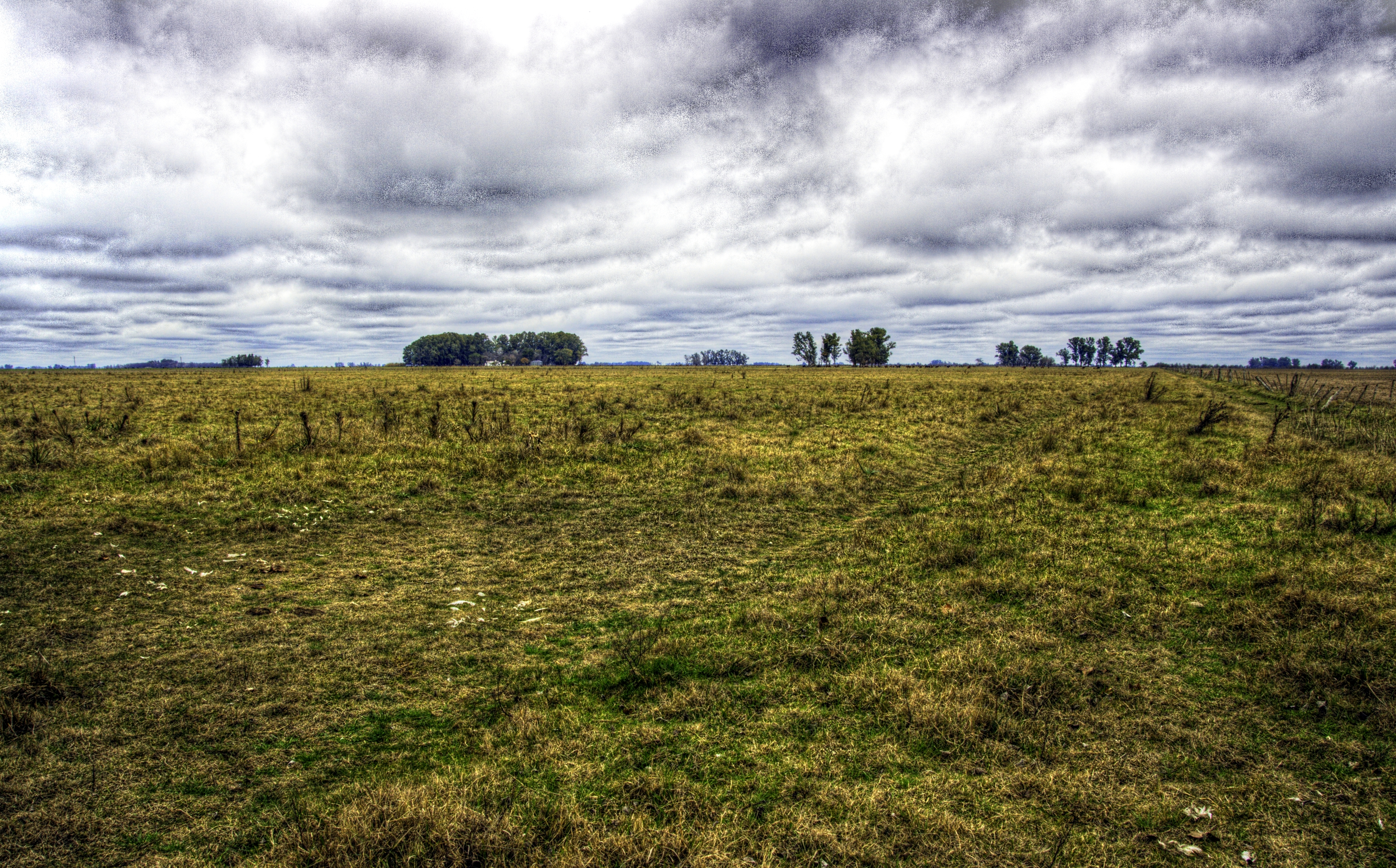
Pampa in der Nähe von Buenos Aires

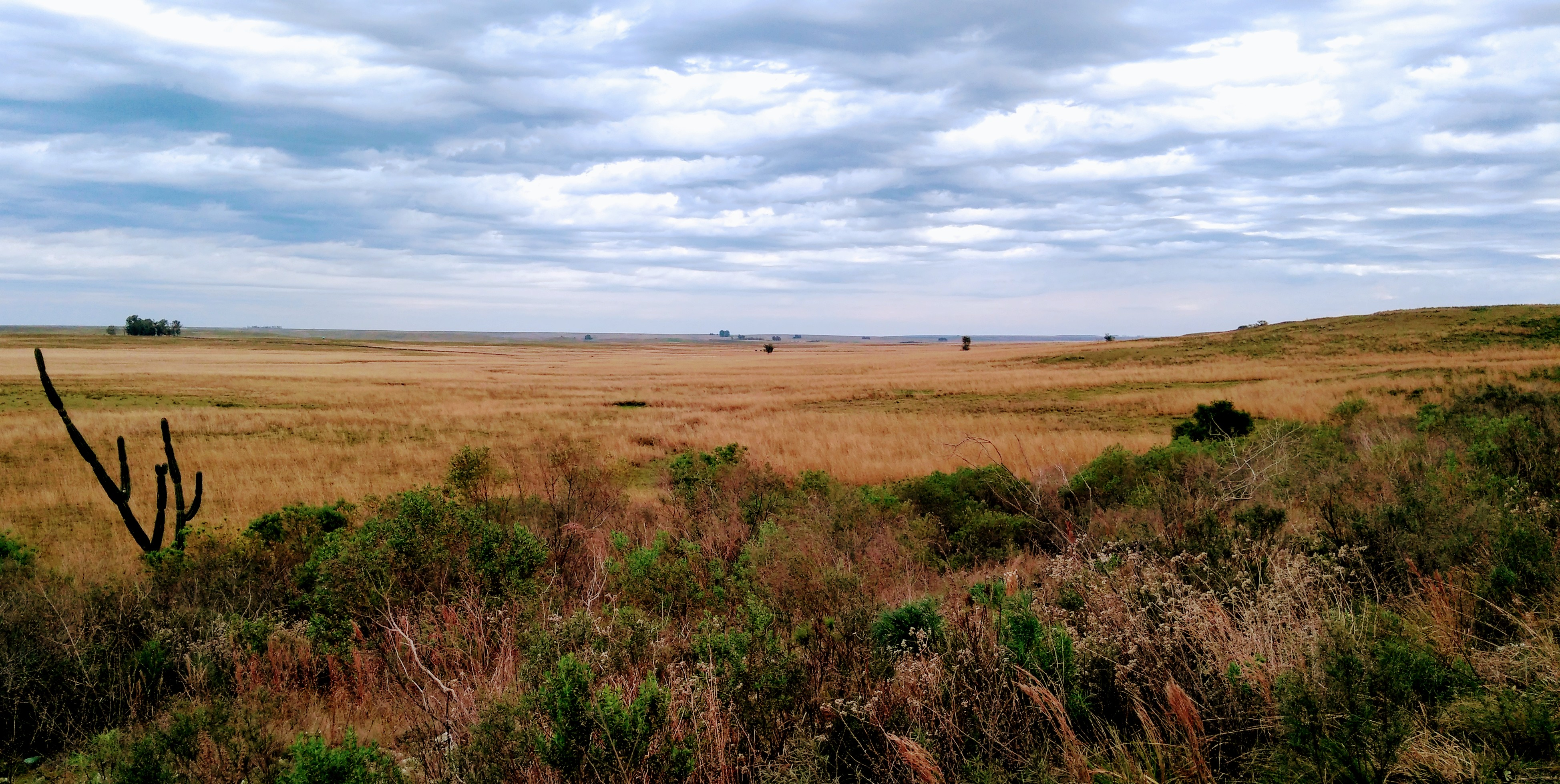
Typische Pampaslandschaft des brasilianischen Campos

Die Pampa (oft auch in der Pluralform Pampas verwendet) ist im weiteren Sinne eine weitgehend flache, gehölzlose Graslandschaft im südöstlichen Südamerika, die sich in einem großen Bogen um den Río de la Plata erstreckt und einen bedeutenden Teil Argentiniens, ganz Uruguay und einen kleinen Teil von Südost-Brasilien einnimmt. Im engeren (ökologischen) Sinne ist es ein steppenähnliches, subtropisches Grasland; eine Ökoregion beziehungsweise ein Biom, das aus der völlig ebenen Pampa südlich des Rio de la Plata und einem hügeligen, mit Waldinseln durchsetzten Campo (ebenso Campos) genannten, nördlichen Bereich besteht.
Sowohl das Wort Pampa (Quechua, indigen) als auch das Wort Campo (spanisch und portugiesisch) bedeuten „baumlose Ebene“ oder „Feld“. Umgangssprachlich wird die Bezeichnung Pampa häufig statt für die Pampa-Region für die kargen, fast unbesiedelten Hochebenen Patagoniens verwendet und ist in diesem Sinne vergleichbar mit dem Outback Australiens, dem südafrikanischen High Veld oder dem neuseeländischen High Country. Sprichwörtlich steht der Begriff im Deutschen („in der Pampa“) ganz allgemein für „ödes, einsames, abgelegenes oder langweiliges Gebiet“.
Typisch für die Pampa ist das großflächige Vorkommen von Löss, der wesentlich zu den fruchtbaren Böden der Pampa beigetragen hat.
Die Pampa ist heute einer der am intensivsten genutzten Landwirtschaftsräume Südamerikas: Der argentinische Teil ist das größte Ackerbaugebiet Südamerikas sowie das Zentrum der Rinderzucht in Argentinien. Der Campo Uruguays und Brasiliens wird von der Weidewirtschaft – insbesondere der Schafzucht – dominiert; doch auch hier finden sich überall Ackerbauflächen. Ebenfalls liegen mit dem Ballungsraum Gran Buenos Aires und den beiden Städten Rosario und Mar del Plata die am dichtesten besiedelten Gebiete Argentiniens sowie weitere Ballungsräume um die uruguayische Metropolregion Montevideo, die brasilianische Millionenstadt Porto Alegre und etliche weitere Städte am brasilianischen Küstensaum in der Pampasregion. Obwohl diese Gebiete mit 50 bis über 1500 Einwohner pro Quadratkilometer flächenmäßig nicht einmal ein Zehntel der Region einnehmen und auf dem Land vielfach weniger als 10 Einwohner auf den Quadratkilometer kommen, hat die landwirtschaftliche Nutzung insbesondere in Argentinien, aber auch in Uruguay und Brasilien die Naturlandschaft einschneidend verändert, sodass der WWF heute den Status der beiden WWF-Ökoregionen Campo und Pampa als „kritisch/bedroht“ einstuft.

## Geografie der Ökoregion
Etwa bei 27° südlicher Breite beginnt in der argentinischen Provinz Corrientes und im östlich angrenzenden brasilianischen Rio Grande do Sul die Campo-Hügelpampa, die sich nach Süden über mehr als die Hälfte ganz Uruguays erstreckt. Die flache Pampa beginnt (je nach Autor unterschiedlich) etwa auf gleicher Höhe mit einem sehr schmalen Küstenstreifen subtropischer Küsten-Grasheide, der kurz vor der uruguayischen Grenze vom Campo unterbrochen wird, bevor im südlichen Drittel Uruguays die eigentliche Pampa beginnt, die über den Rio de la Plata hinaus in Argentinien bis zum 39° südlicher Breite reicht und damit fast die gesamte Provinz Buenos Aires einnimmt. In Argentinien liegt zudem mehr als die Südhälfte der Provinz Entre Ríos, das südliche Drittel der Provinz Santa Fe, ein kleiner Teil im Süden der Provinz Córdoba in der Pampa-Region und nur ein sehr kleiner Ausläufer im Norden der Provinz La Pampa. Die Namensgleichheit mit dieser Provinz sowie etliche Orte und Landschaften mit Pampa im Namen, die in anderen Provinzen liegen, führen häufig zu Verwechslungen.
Im Norden geht der Campo in die subtropischen Regen- und Araukarien-Feuchtwälder der sogenannten Mata Atlântica über. Westlich der Campos schließen sich die Trockenwälder des Chaco an und das Grasland der flachen Pampas wird nahezu komplett von der ebenfalls ebenen Dornstrauchsavanne des Espiñal umschlossen. Vorwiegend in Reiseliteratur wird der Espiñal als „trockene Pampa“ und die Grasland-Pampa als „feuchte Pampa“ bezeichnet.
Die pampas serranas genannten Grasebenen oder die Pampa de Achala in den Gebirgszügen der Sierras Pampeanas liegen getrennt von der Pampa-Region weiter westlich vor den Anden. Sie haben nur den Namen gemeinsam.

## Klima und Vegetation

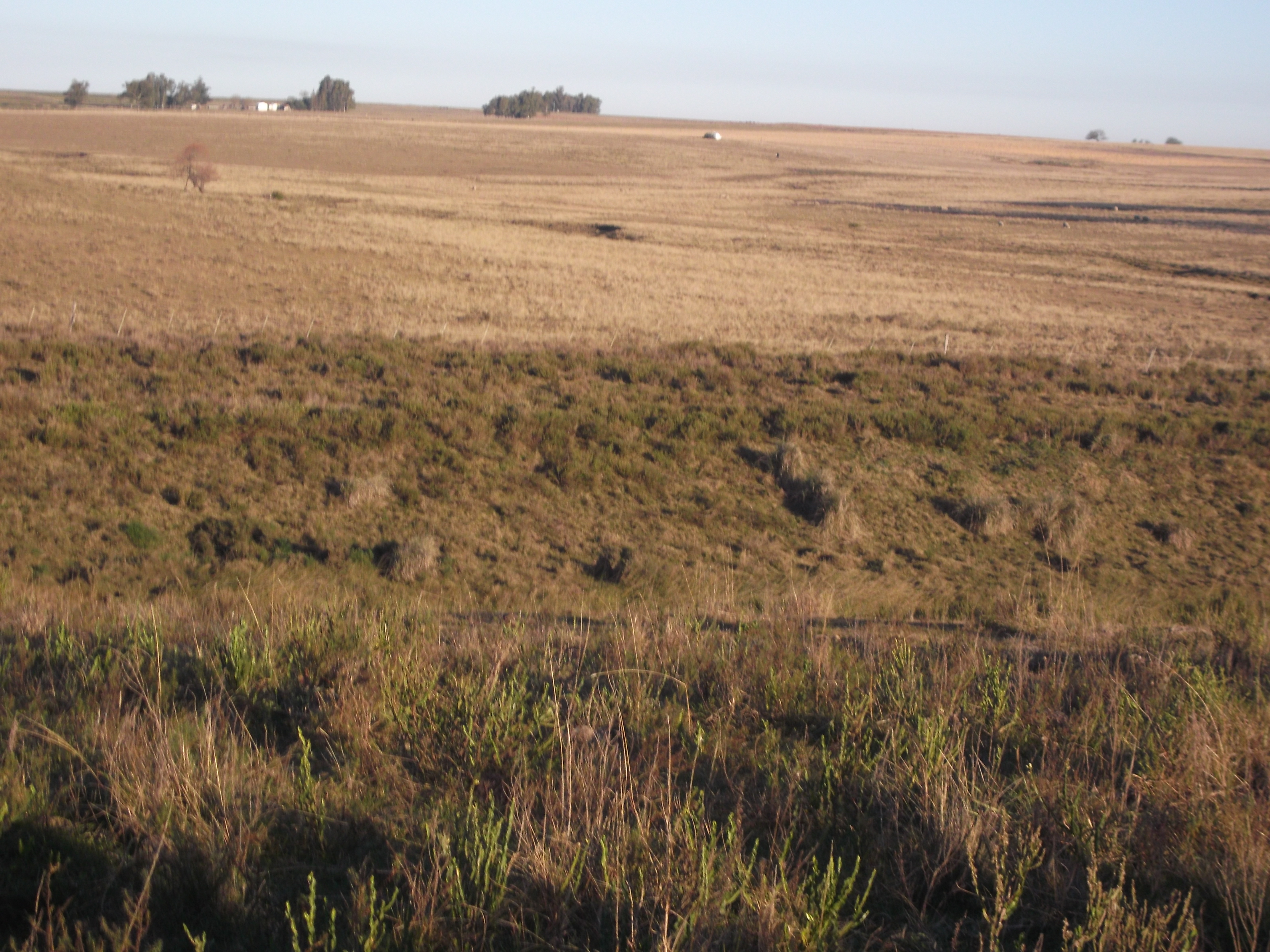
Uruguay: Im Vordergrund naturnahes Pampa-Grasland, im Hintergrund landwirtschaftlich genutzt

Die jährliche Durchschnittstemperatur beträgt im nördlichen Campo maximal 22 °C in niedrigen Lagen. In hohen Lagen der dortigen 60 bis 1500 m hohen Hochebene werden nur noch 16 °C erreicht. Alle anderen Bereiche der Pampa sind Tiefebenen, die höchstens 200 m über dem Meeresspiegel liegen. Auch die Niederschläge sind im Norden mit 1500 bis 2000 mm/Jahr am höchsten. Sowohl die Mitteltemperaturen als auch die Niederschlagssummen nehmen nach Süden und nach Westen ab: Im Grenzbereich zwischen Campo und Pampa werden 16 °C und 1000 mm gemessen, während im Südwesten nur noch 13 °C und 400 mm erreicht werden. Im Osten sind zudem die Temperaturgegensätze zwischen Sommer und Winter wegen der Meeresnähe relativ gering, Richtung Westen wird der Charakter mit heißen Sommern und relativ kalten, sehr trockenen Wintern kontinentaler. Mit diesen Klimadaten gehört die Pamparegion zur Ökozone der Immerfeuchten Subtropen. Für die gesamte Ökoregion werden Durchschnittswerte von etwa 17 °C und 800 mm Niederschlag angegeben.
Das Grasland der Pampa ist tendenziell (insbesondere Richtung Norden) artenreicher als das der gemäßigten Steppen und im Gegensatz zu subtropischen Savannen ist es nahezu völlig baumfrei. Allerdings zeigt der nördliche Campo (als Übergangsraum zwischen der Mata Atlântica-Ökoregion und dem offenen Grasland) ein kleinteiliges Mosaik mit subtropischen Wäldern. Die Waldinseln liegen auf felsigen Kuppen oder als Galeriewälder entlang von Flüssen. Manche Autoren betrachten die baumbestandenen Bereiche separat und setzen die Graslandflächen mit der Pampa gleich. Andere sehen jedoch die Waldflächen als Bestandteil des Bioms an. Zusammen mit den Niederschlagsdaten und der Tatsache, dass bei ungestörter Sukzession vielerorts auch Gehölze aufkommen würden, grenzen sie den Campo als eigenständige Ökoregion ab. So bezeichnet etwa der WWF in seiner Einteilung der Erde nach WWF-Ökoregionen den Campo als Savanne der Subtropen und die Pampa als Grasland der gemäßigten Zone und das Standardwerk Atlas zur Biogeographie von Josef Schmithüsen weist hier einen unklaren Übergang (Schraffur) zwischen Pampa-Grasland und Trockensavanne aus.
Das nördliche Grasland wird von hochwüchsigen Gräsern gebildet. Im mittleren Campo finden sich eine bis 1 m hohe sowie eine niedrigere Grasschicht. Der südliche Campo und die gesamte argentinische Pampa bilden nur noch eine einschichtige, niedrige Grasdecke aus. Etwa ein Drittel des Gebietes wird regelmäßig überflutet. Dort sind die Böden salzbeeinflusst.
Typisch für subtropische Grasländer der Südhalbkugel sind verschiedene Tussockgräser, die in vielen nebeneinanderliegenden Horsten wachsen. Im Campo und der nördlichen Pampa sind das überwiegend die Süßgräser-Unterfamilien Chloridoideae und Panicoideae – etwa Paspalum, Rotgras, Andropogon-Gräser, südamerikanische Rispenhirsen, Gynerium sagittatum und das in Ziergärten beliebte Pampasgras. In der südlichen Pampa Pooideae – etwa Federgräser (Stipa) wie Piptochaetium, Chilenisches Zittergras, Pampas-Trespe, Weidelgräser und Rispengräser.
Durch die europäische Kolonisation und die intensive Nutzung der Pampa-Region wurden zahlreiche neophytische Gräser, Kräuter und Bäume eingeführt; so etwa die häufig angepflanzten Eukalyptusbäume aus Ozeanien. Der Charakterbaum der ansonsten baumlosen Pampa ist jedoch nach wie vor der einheimische Ombubaum, zu dessen Verbreitung als Schutz vor Sonne und Regen bereits die Gauchos beigetragen haben.

### Das „Pampa-Problem“: Grasland statt Wald

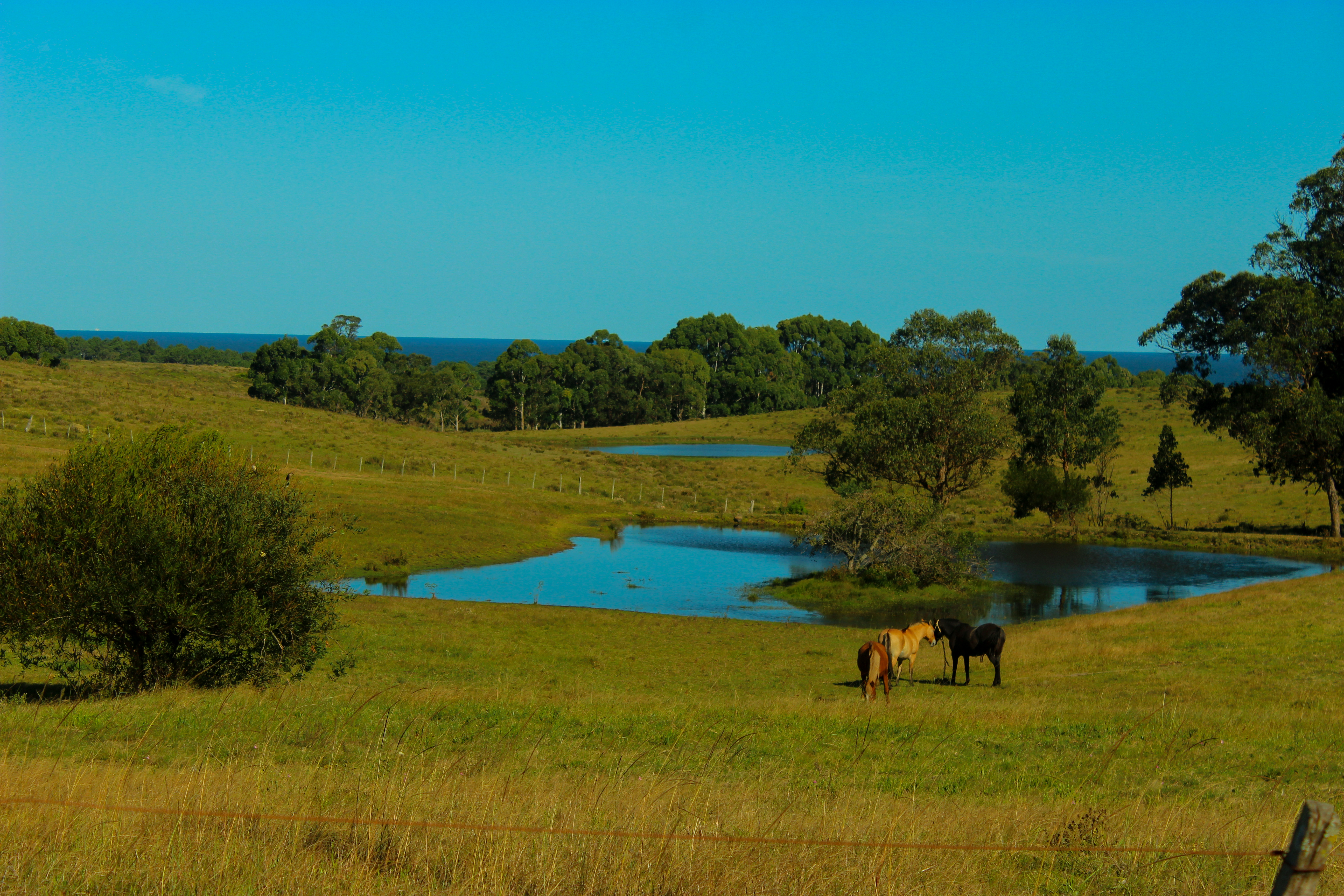
Insbesondere im Norden und Osten der Pampa gedeihen Wald-Aufforstungen dauerhaft ohne Pflegemaßnahmen: Ein Hinweis auf die potenzielle Waldvegetation?

Pflanzengeographisch betrachtet wird die Pampa (oftmals einschließlich des Campo) häufig zu den Steppen Südamerikas gerechnet, da sie ebenso nahezu baumlos ist und eine niedrige, ein- bis zweischichtige und relativ homogene Grasvegetation aufweist. Diese Ähnlichkeit, der vergleichbare Breitengrad zu den Prärien Nordamerikas und der klimatische Übergang zu den echten Steppen Patagoniens führten u. a. beim biowissenschaftlichen Modell der Zonobiome nach Walter & Breckle (1976) zur Eingliederung der argentinischen Pampa in das Winterkalte Steppen-Zonobiom [VII c)], während die Campos dem Lorbeerwald-Zonobiom [V] zugeordnet wurden. Nach dem geoökologischen Modell der Ökozonen von Schultz (1988) – das sich stärker auf die geozonale Vergleichbarkeit bezieht und weniger auf die tatsächlich vorhandenen Biome – liegt die gesamte Pampa-Ökoregion in den Immerfeuchten Subtropen. Bereits 1967 wies Heinrich Walter darauf hin, dass die klimatischen Voraussetzungen (warm genug, ganzjährig ausreichend feucht mit sommerlichem Maximum, höchstens drei trockenere Monate) normalerweise zur Klimaxvegetation eines immergrünen Lorbeerwaldes führen müssten. In der Tat beweisen Pollenanalysen, dass in der humiden Pampa vor 2300 Jahren Südbuchenwälder wuchsen, zu anderen Zeiten – auch vor der menschlichen Besiedlung – jedoch bereits Grasland vorkam. Ähnliche Untersuchungsergebnisse liegen für das subtropische Grasland des südafrikanischen Highveld-Plateaus vor.
Dieses sogenannte „Pampa-Problem“ war lange Zeit Diskussionsgegenstand in den Bio- und Geowissenschaften. Während Walter ausschließlich anthropogene Ursachen annahm (jahrtausendelange Anwendung von Feuer für die Jagd; Weidedruck in Afrika seit der Frühzeit, in Südamerika seit der Kolonisation), konnte nachgewiesen werden, dass trockenere Klimaperioden während der Kaltzeiten, wenig kälteresistente Baumarten im Umfeld dieser Gebiete und das permanente, bewusste Niederbrennen durch Menschen die Ursache für die Entstehung des Campos- und des südafrikanischen Highveld-Graslands war.
Die südliche Pampa hingegen ist offenbar ein azonaler Vegetationstyp (Ausnahme von der zu erwartenden zonalen Vegetation), da unregelmäßig mehrwöchige Trockenzeiten auftreten, die jedoch bei den Niederschlagssummen nicht ins Gewicht fallen und von daher lange Zeit nicht berücksichtigt wurden. Diese Schwankungen führten auf dem Lössboden zu ungünstigen Eigenschaften für die Ansiedlung von Bäumen.
Obwohl das Pampa-Problem damit geklärt ist, bleibt die biogeographische Zuordnung schwierig und uneinheitlich.

## Fauna

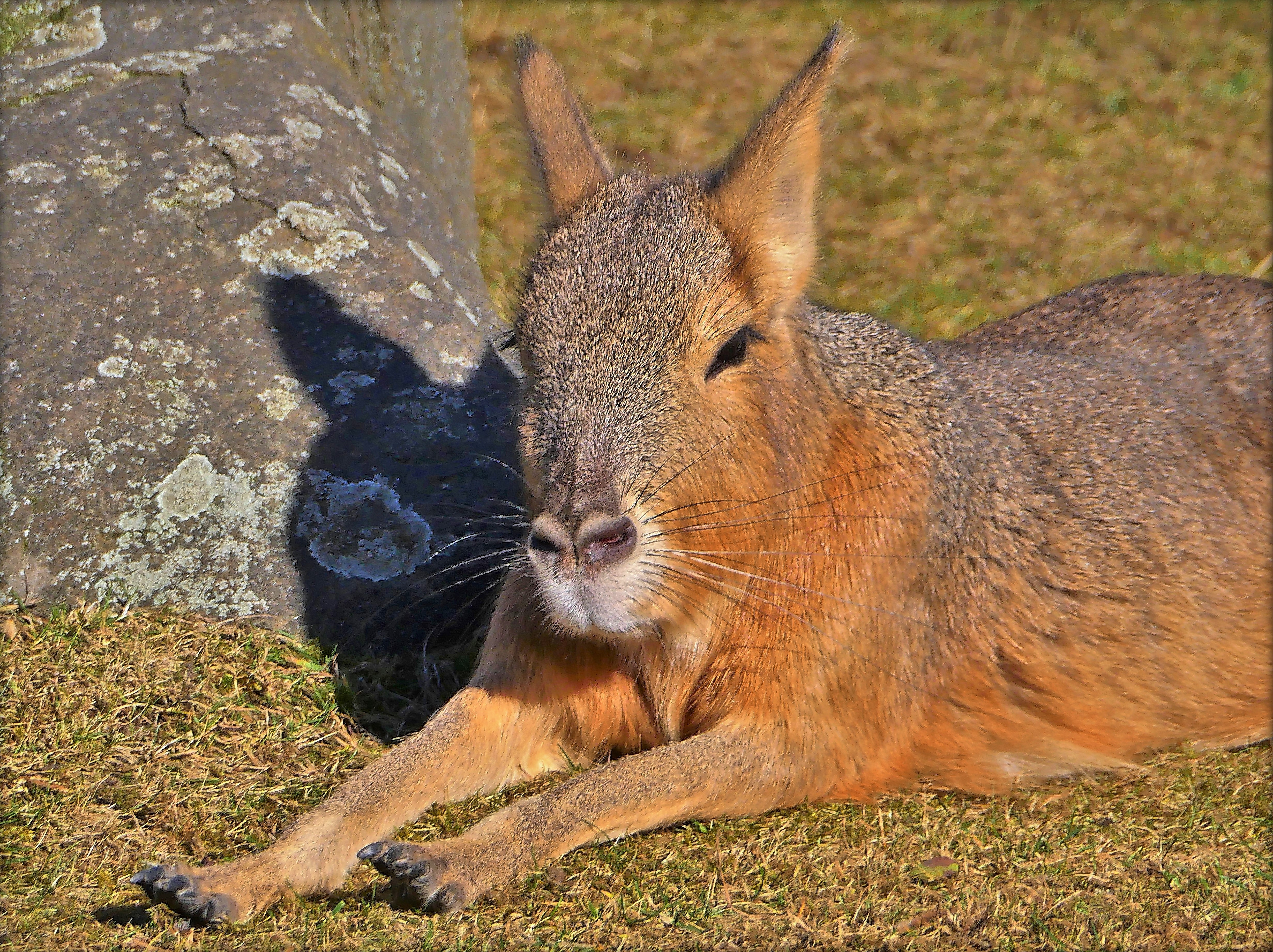
Großer Pampashase, heute wie die meisten Wildtiere des gemäßigten Südamerikas in der Pampasregion ausgestorben

In der Pampa ist nur eine spärliche Anzahl endemischer Tierarten anzutreffen. Diese wird jedoch von Arten aus verschiedenen angrenzenden Zonen (Chaco, Steppe) ergänzt. Zu den Bewohnern der Pampa zählt der Pampashirsch als großer Pflanzenfresser, der jedoch ebenso selten geworden ist wie die beiden großen Raubtiere Puma und Mähnenwolf, die nur noch in kleinen, isolierten Refugien vorkommen. Wesentlich häufiger ist der Sumpfhirsch. Die Viscacha, eine Nagerart, lebt in unterirdischen Gängen und teilt sich oft den Wohnraum mit dem Pampasfuchs. Der Mara, Meerschweinchen-Unterarten, das Braunborsten-Gürteltier, der Nandu, der Kaninchenkauz und das Perlsteißhuhn sind – oder waren – weitere Pampasbewohner. Weit verbreitet in der gesamten Pampa ist zudem das Gemeine Weißohropossum, während das Großohropossum nur den Campo bewohnt.
Seit der spanischen Conquista im zweiten Drittel des 16. Jahrhunderts breiteten sich entlaufene Weidetiere – insbesondere Rinder und Pferde – in der Pampas aus, die sich sehr schnell vermehrten und verwilderten. Sie wurden als Cimarrones bezeichnet und boten den damaligen Indianern der Gegend eine neue Subsistenzbasis als Reiterjägerkulturen.

## Geschichte und Kultur

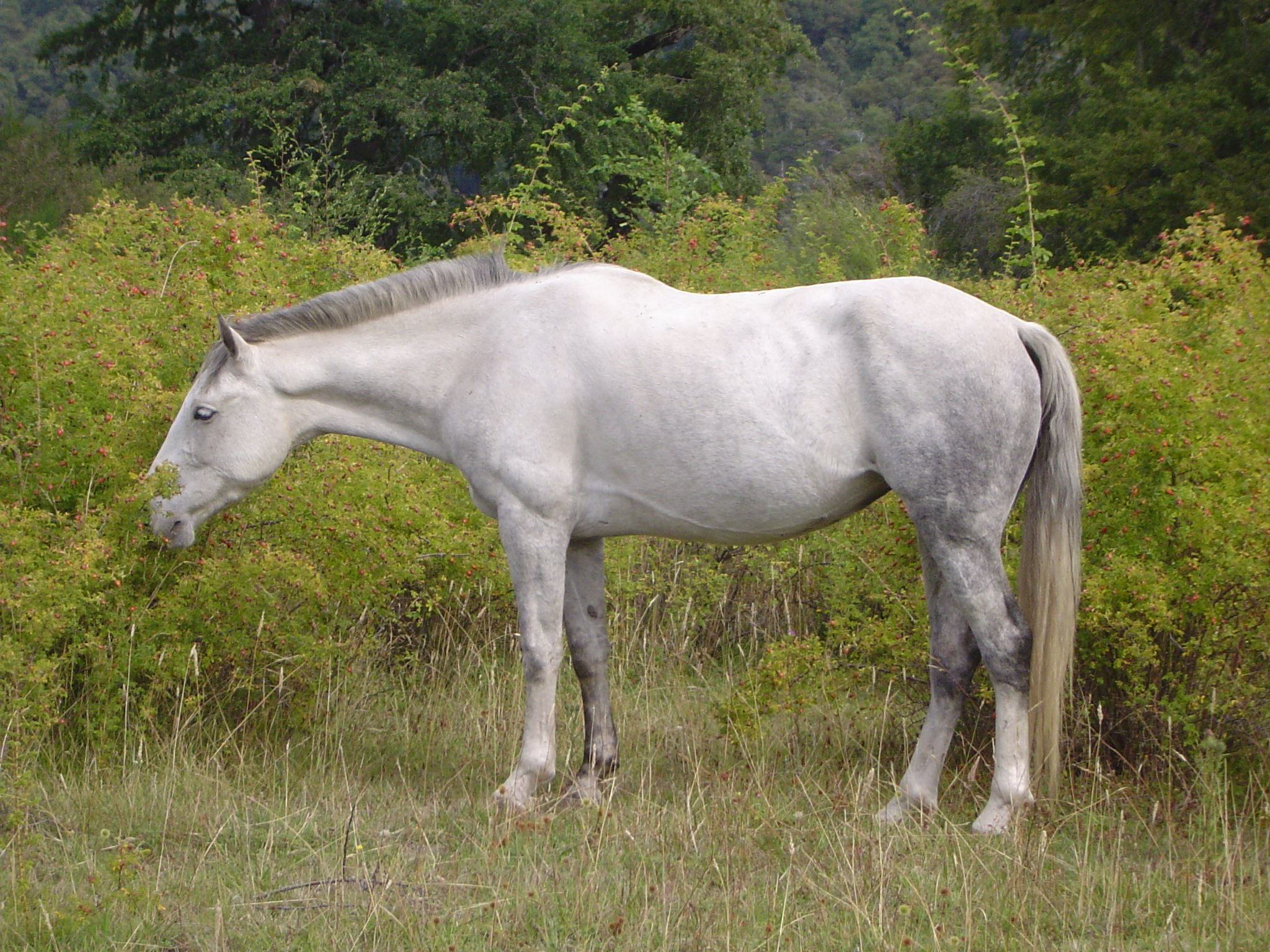
Ein „Cimarrón-Pferd“, Grundlage für die Entstehung der indigenen Reiterstämme und der Gaucho-Kultur

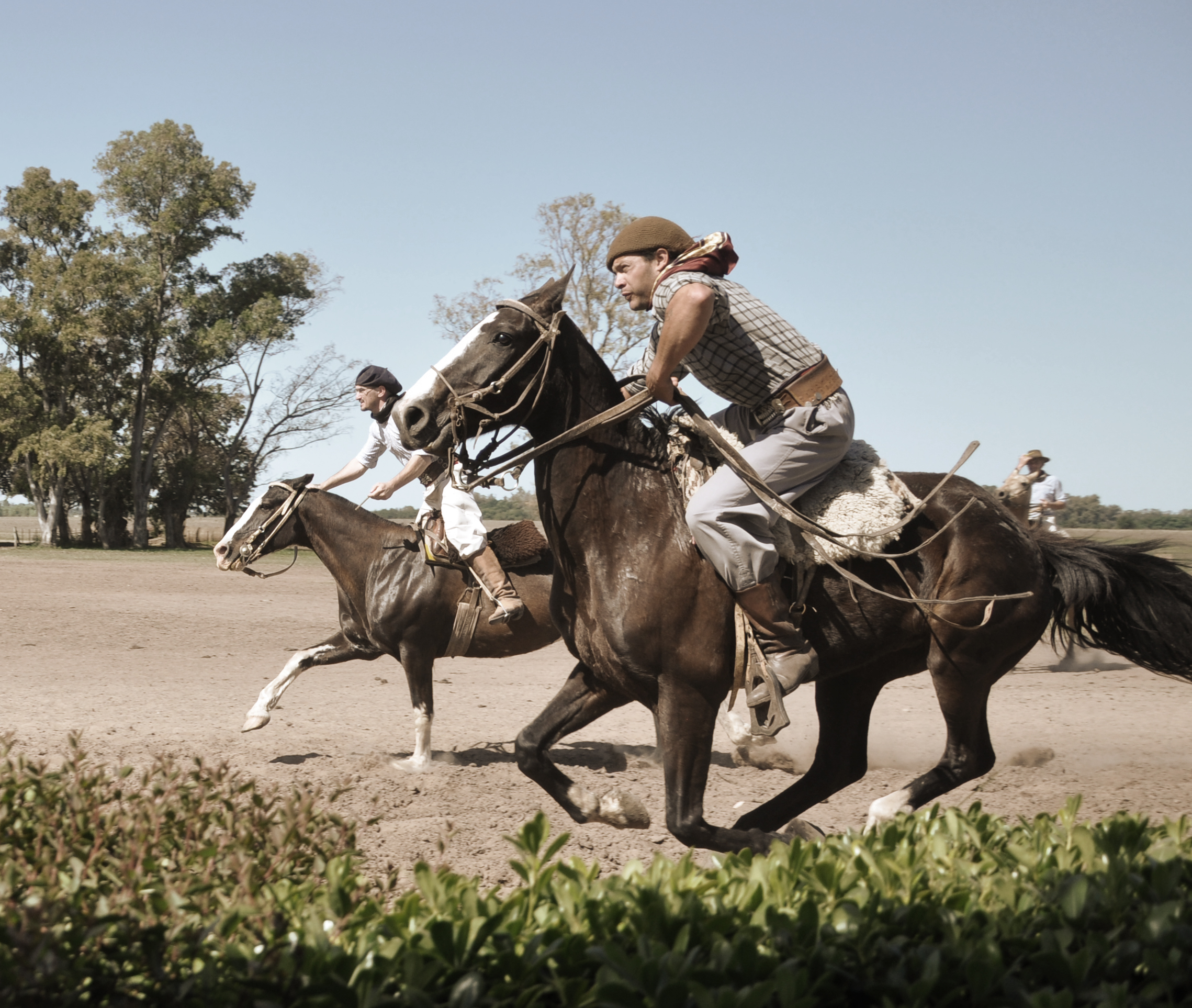
Gauchos beim Rodeo auf der Santa Susanna Ranch nahe Buenos Aires

Bis zur Kolonisation der Rio de la Plata-Region durch die Spanier, die im 16. Jahrhundert begann (siehe auch Geschichte Uruguays und Geschichte Argentiniens), war die Pampa die Heimat vieler kleiner Indianerstämme, die als unspezialisierte nomadisch lebende Jäger und Sammler sowie an Flüssen und der Küste als Fischer lebten. Die Pampas-Indianer – im Norden am bedeutendsten die Charrúa, darüber hinaus u. a. die Guaraní und Kaingang und im Süden die Het sowie viele kleine Gruppen – konnten zwar die dauerhafte Ansiedlung der Europäer bis 1580 verhindern, wurden in der Folgezeit allerdings durch neue Seuchen und Gewalt stark dezimiert, so dass bereits in dieser frühen Zeit viele Ethnien dem Genozid zum Opfer fielen. Zur gleichen Zeit begann jedoch durch die Übernahme des Pferdes die Entstehung der indigenen Reiterkulturen Südamerikas. Viele der heimatlos gewordenen Indigenen schlossen sich entweder den nunmehr berittenen Charrúa im Norden der Region oder dem neu gebildeten araukanisiertem Volk der Puelche im Süden und Westen an. Während es den ebenfalls araukanisierten Tehuelche-Stämmen zusammen mit den chilenischen Mapuche gelang, das gesamte Patagonien bis 1883 vor dem Zugriff der Europäer zu bewahren, gelang dies den Pampas-Indianern nicht. Sie standen jahrhundertelang in einem spannungsreichen kulturellen Austausch mit den Kolonisten, der im Fall der kriegerischen Reitervölker zu etlichen Konflikten führte, die erst mit der sogenannten Wüstenkampagne 1878–1880 ein Ende fanden. Gleichsam blieb die Pampa Uruguays bis zur zweiten Hälfte des 18. Jahrhunderts zwischen den beiden Kolonialmächten Spanien und Portugal aufgrund seiner strategisch wichtigen Lage heftig umstritten. Bei den friedlicheren Indigenen kam es hingegen im Laufe des 17. und 18. Jahrhunderts zur Ethnogenese einer neuen Volksgruppe, die bis heute die Kultur der gesamten Pamparegion maßgeblich prägt: Aus der Verbindung von Ureinwohnern, freiheitsliebenden weißen Abenteurern und Viehhirten entstanden (vergleichbar mit den Métis der kanadischen Ebenen) die Gaúchos, in denen später auch die Nachkommen der meisten Reitervölker aufgingen.

## Sonstige Verwendung des Begriffs
Pampa wird umgangssprachlich auch als Ausdruck für eine weit entfernte Region oder eine verlassene, unwirtliche Gegend verwendet (vergleichbar mit „jemanden in die Provinz schicken“ oder „in die Walachei gehen“).